# Albert Gerber
Albert Gerber (* 2. November 1907 in Bern; † 30. November 1990 in Zürich) war ein Schweizer Zahnarzt und Hochschullehrer an den Universitäten Zürich und Bern.

## Leben
Albert Gerber wurde als jüngster Sohn des Kaufmanns Ernst Gerber und dessen Frau Wilhelmine geboren. Er besuchte das Freie Gymnasium in Bern. Nach seinem einjährigen Militärdienst  von 1927 bis 1928 begann er 1928 sein Studium der Zahnmedizin am Zahnärztlichen Institut der Universität Bern, wo er nach seinem Staatsexamen 1933 Assistent wurde. 1935 promovierte er zum Thema „Über Elektrolytreaktionen in der Magen- und Darmwand“ und absolvierte Fortbildungsreisen nach Wien (zu  Hans Pichler (1877–1949), Bonn (zu Gustav Korkhaus 1895–1978)) und Essen. Sein primäres Interesse galt der Kieferorthopädie. 1936 Heiratete er die Grundschullehrerin Helene, geborene Hümy, aus deren Ehe zwei Söhne hervorgingen. 1939 wurde er Präsident der Zahnärztegesellschaft des Kantons Bern. In dieser Funktion nahm er 1939 am Kongress der Schweizerischen Zahnärzte-Gesellschaft (SSO) in Davos teil, an dem auch der Reichszahnärzteführer Ernst Stuck teilnahm. Dieser betrieb dort Werbung für eine nationalsozialistische Zahnheilkunde auch in der Schweiz. Eine solcherart politisierte Zahnheilkunde lehnte Gerber strikt ab, worauf er in Deutschland zur persona non grata erklärt wurde. 1939 wurde er in der Schweiz militärdienstverpflichtet und stieg bis 1945 zum Oberleutnant auf.

## Wirken
1942 kehrte Gerber an das Zahnärztlichen Institut der Universität Bern zurück, wo er auf Grund seiner damals bereits anerkannten wissenschaftlichen Leistungen eine Dozentenstelle erhielt, obwohl er keine Habilitationsschrift angefertigt hatte. Diese war nach den damaligen Richtlinien nicht zwingend. 1953 folgte die Professur für zahnärztliche Prothetik am Zahnärztlichen Institut in Zürich, wo er die Nachfolge von Alfred Gysi (1865–1957) und Walther Wild (1883–1951) antrat. Nachdem Alfred Gysi zu den bedeutendsten Vertretern der schweizerischen und internationalen wissenschaftlichen Prothetik in der ersten Hälfte des 20. Jahrhunderts gezählt hat, folgte seine wissenschaftliche Laufbahn ebenfalls diesem Thema. 1958 entwickelte er den nach ihm benannten Gerber-Condylator, dem 1962 die Condyloformzähne nach seiner Condylar-Theorie folgten und die speziell für die lingualisierte Okklusion geeignet sind. 1971 veröffentlichte er den ebenfalls nach ihm benannten Resilienztest zur Evaluierung des verbleibenden Gelenkspaltes. 1977 folgte die Emeritierung Gerbers, jedoch blieb er weiterhin publizistisch tätig. Insgesamt hielt Gerber 15 Patente. Nach zwei Schlaganfällen 1984 und 1985 zog er sich aus allen öffentlichen Auftritten zurück. Gerber verstarb nach einem Klinikaufenthalt in seinem Haus in Zürich und wurde in der Kirche beigesetzt.
Mit seinem Namen verbinden sich folgende prothetische Techniken.
- Gerber-Registrat: intraorales Stützstiftregistrat
- Resilienztest nach Gerber: Testung der Kiefergelenks-Resilienz unter Verwendung von Zinnfolien verschiedener Stärke, die einseitig zwischen die Zahnreihen gelegt werden, wobei geprüft wird, ob auf der gegenüberliegenden Seite noch eine Shimstock-Folie gehalten wird.[4]
- Physiologische zentrische Relation gemäss A. Gerber: Koordinierte Interkuspidations- und Kiefergelenkzentrik (1982, 1977, 1970). Gerber bekämpfte bis in die 80er Jahre die damalige Definition der „most retruded position“ gemäss McCollum, Stallard, Stuart und Gutowski in Deutschland.[5]
- Gerber führte in Europa die Methode zur Herstellung unilateral kaustabiler Prothesen ein. Sie besteht aus der bukkal reduzierten Okklusion (heute lingualiserte Okklusion gemäss dem geistigen Vater Payne (USA, 1941) und Hiltebrandt, 1933) und der fallgemäss verkürzten Zahnreihe (weglassen eines oder mehrerer Backenzähne).
- Er leistete Pionierarbeit für die Behandlung okklusionsbedingter Gesichts- und Kiefergelenkschmerzen (CMD).[6]
- Gerber-Zylinder: Verankerungselement zur Verankerung einer Totalprothese auf einer Stiftkappe

## Ehrungen
- 1968 Ehrenmitglied des Vereins österreichischer Zahnärzte
- 1987 Ehrenmitglied der Arbeitsgemeinschaft für Funktionsdiagnostik in der Deutschen Gesellschaft für Zahn-, Mund- und Kieferheilkunde (DGZMK)

## Publikationen
- Publikationen von 1940–1990